# Barbus tanapelagius
Barbus tanapelagius är en fiskart som beskrevs av Graaf, Dejen, Sibbing och Osse 2000. Barbus tanapelagius ingår i släktet Barbus och familjen karpfiskar. IUCN kategoriserar arten globalt som livskraftig. Inga underarter finns listade.